# Madhukar
 (mars 2011).
Madhukar (né le 4 novembre 1957, traduction littérale : « amant aussi sucré que le miel ») est le nom sanscrit d'un auteur allemand, promoteur d'un néo-advaïta occidental et d'une forme de méditation qu'il appelle « Yoga du Silence ».

## Biographie
Au début des années 1980, il dit avoir vécu un éveil spontané de la Kundalini. En tant qu'élève de Namkhai Norbu, maître de l'école bouddhiste-tantrique Dzogchen, il s'établit en tant que professeur de méditation et de Yoga.
En 1992, au cours d'un séjour en Inde, il rencontre son maître H.W.L. Poonja, lui-même élève de Sri Ramana Maharshi qui n'avait, durant son darshan ni disciples, ni élèves.

## Philosophie
Madhukar propose des Satsang (Sat = vérité et Sangha = communauté) et des retraites dans le monde entier autour de la notion de « quête du soi » (Atma Vichara) par le biais de la question « qui suis-je? ». 
Madhukar suppose un lien entre l'expérience de la spiritualité et les conclusions des neurosciences, des sciences cognitives et de la physique quantique.
À l'instar de nombreux gourous des spiritualités d'inspiration orientales, Madhukar affirme que l'être humain vit dans la croyance fausse d'avoir un « moi » réel. Selon lui, en réalité, chaque être vivant est en fait pure conscience dans laquelle le monde se projette subjectivement. Avec la question « Qui suis-je? », il serait alors possible de remettre en question cette perception pour reconnaître la conscience pure (le Soi). Selon cette thèse, la réalisation du Soi équivaut à la liberté absolue, l'amour universel et le bonheur silencieux.

## Madhukar
Madhukar étant un nom sanscrit qui peut être adopté traditionnellement par plusieurs personnes au même moment, ce Madhukar n'est pas à confondre avec Dhyan Hareesh Madhukar autrement appelé Madhukar Thompson, né en 1949, ancien disciple d'Osho et décédé en mai 2011, ni CV Madhukar (en) ou Hemant Madhukar (en)

## Ouvrages
- (de) Yoga der Liebe, Ganapati Verlag, 1.Edition,  (ISBN 978-3-9813398-0-2)
- (de) Einssein, Lüchow Verlag, 1. Edition, Stuttgart 2007,  (ISBN 978-3-363-03120-1)
- (de) Erwachen in Freiheit, Lüchow Verlag, 2. Edition, Stuttgart 2004,  (ISBN 3-363-03054-1)
- (en) The Simplest Way, avec H.W.L. Poonja, Éditions India, 2. Edition, USA & Indien 2006,  (ISBN 81-89658-04-2)
- (ru) Самый простой способ, издательство Ганга, Москва 2008, 1-е издание,  (ISBN 978-5-98882-063-5)
- (it) La via più semplice, Om Edizioni, Bologna,  (ISBN 978-88-95687-22-3)
- Единство, Издательство: Ганга, 2009 г,  (ISBN 978-5-98882-098-7)
- (sv) Dialoger med Madhukar, GML Print on Demand AB, 2009,  (ISBN 978-91-86215-28-6)
- (en) Freedom here and now, CD musique.

## Sources
- Bittrich, D./Salvesen, C.: Die Erleuchteten kommen. Goldmann Arkana, 2002,  (ISBN 3-442-21612-5)
- Salvesen, Christian : Advaita: Vom Glück, mit sich und der Welt eins zu sein. O.W. Barth, 2003,  (ISBN 978-3502675006)
- Interview avec Madhukar: Ich habe keine Lehre, dans: Esotera 07/2004
- Interview avec Madhukar: Diener der Wahrheit, dans: One Spirit, 2003
- Christian Rieder: Die neuen Erleuchteten, dans: Ursache&Wirkung, 2006
- Interview avec Madhukar: Tue nichts und sei glücklich, dans: Yoga Aktuell 39 - 04/2006
- Dafna Moscati, Marco Mazzotti: Il Fiore del Nirvana. Macrolibrarsi, film documentaire, Italie, 2007
- Es ist immer Jetzt, in: Vital 12/2009